# Aimé Césaire
Aimé Fernand David Césaire (Basse-Pointe (Martinique), 26 juni 1913 – Fort-de-France, 17 april 2008) was een Frans-Martinikaans dichter, toneelschrijver, essayist en politicus. Hij was een van de grondleggers van de beweging van de négritude, samen met Léon Gontron Damas en Léopold Senghor.
Zijn belangrijkste werk, Cahier d'un retour au pays natal (1939), werd in het Nederlands vertaald als Logboek van een terugkeer naar mijn geboorteland (1985).

## Biografie

### Jeugd en vroege carrière
Césaire werd geboren in gezin van zeven kinderen. Zijn vader was leraar en zijn moeder naaister. Zijn grootvader was de eerste zwarte leraar op Martinique en zijn grootmoeder kon, in tegenstelling tot veel van haar tijdgenoten op Martinique, lezen en schrijven. Zij onderwees haar kleinkinderen toen zij nog jong waren. Van 1919 tot 1924 bezocht Césaire de lagere school (école primaire) in Basse-Pointe en daarna de middelbare school Lycée Victor Schoelcher te Fort-de-France. Hij ontving nadien een studiebeurs welke hem in staat stelde om in 1931 te gaan studeren aan het prestigieuze Lycée Louis-le-Grand in Parijs. Reeds tijdens zijn eerste dag als student ontmoette hij Léopold Senghor - de latere president van Senegal -, met wie hij een levenslange vriendschap sloot die zou eindigen met de dood van de laatste in 2001. Hij ontmoette ook Léon Damas (1912-1978) uit Frans-Guyana. Ook met de laatste sloot hij een levenslange vriendschap. Alle drie hadden zij een passie voor literatuur (in het bijzonder voor poëzie) wat resulteerde in de oprichting van het literaire tijdschrift Légitime Défense ("Gerechtvaardigde Verdediging") in 1932.

### Négritude
In 1934 stichtten Césaire, Senghor en Damas het literaire tijdschrift L'Étudiant Noir ("De Zwarte Student"). In dit blad verschenen niet alleen recensies van gedichten, dichtbundels en boeken van zwarte schrijvers, maar bepleitten Césaire, Damas en Senghor ook emancipatie van de zwarte bevolking in de Franse overzeese gebieden. De ideeën van Césaire, Damas en Senghor waren populair onder de zwarte culturele elite in Frankrijk en algauw werden hun ideeën verder uitgewerkt. Hieruit ontstond de politieke en literaire beweging Négritude. In de derde aflevering van L'Étudiant Noir in 1935 werd de term négritude voor het eerst gebruikt. Voorheen werd het woord négre (neger, vgl. het Engelse nigger) vooral in negatieve zin gebruikt. Césaire vond dat er niets mis was met het woord neger, zolang het maar niet werd gebruikt om te discrimineren. Volgens Césaire moesten negers - in het algemeen, dus niet alleen negers in het Franse koloniale rijk - trots zijn op hun afkomst en cultuur en was er geen enkele reden voor hen om te assimileren om daarmee te koloniale autoriteiten en het moederland tegemoet te komen in de hoop carrière te maken. Anderzijds dient te worden gezegd dat mensen als Césaire, Senghor en Damas vrijwel uitsluitend in het Frans dichtten en grote bewondering hadden voor de Franse cultuur.
Césaire was een groot voorstander van participatie van zwarten in de koloniale administraties van het Franse Rijk. Voor de Tweede Wereldoorlog waren er maar weinig (blanke) Franse politici die daar voorstander van waren. In 1936 begon Césaire aan een gedicht van boeklengte: Cahier d'un retour au pays natal ("Logboek van een terugkeer naar mijn geboorteland") dat hij in 1939 voltooide.
Césaire, die sinds 1937 gehuwd was met Suzanne Roussi, keerde in 1939 met vrouw en zoontje naar Martinique terug. Hij vestigde zich in Fort-de-France waar hij leraar werd aan het Lycée Victor Schoelcher - zijn oude middelbare school.

### Tijdens de Tweede Wereldoorlog
Tijdens de Tweede Wereldoorlog verrichtte Césaire veel literair werk. In 1941 richtte hij met zijn vrouw het literaire tijdschrift Tropiques op. Andere intellectuelen op Martinique, waaronder René Ménil en Aristide Maugée, schreven regelmatig voor Tropiques. Inmiddels had het koloniale bestuur van Martinique de zijde van Vichy-Frankrijk gekozen. Een speciale gezant van Vichy-Frankrijk op Martinique, admiraal Georges Robert, voerde allerlei racistische wetten door. Een van deze wetten verbood zwarten om nog langer zitting te hebben in gemeenteraden of andere besturen. Admiraal Robert voerde ook een perscensuur in, waar o.a. Tropiques problemen van ondervond. Toch bleef het tijdschrift tot 1943 regelmatig verschijnen. In 1947 verscheen Présence Africaine als opvolger van Tropiques.
Tijdens de oorlog sloot Césaire vriendschap met de Franse surrealist André Breton die gedurende de oorlog op Martinique verbleef. Breton schreef in 1947 een inleiding voor Cahier d'un retour au pays natal, waarin hij het gedicht prees als "het grootste lyrische gedicht van onze tijd."

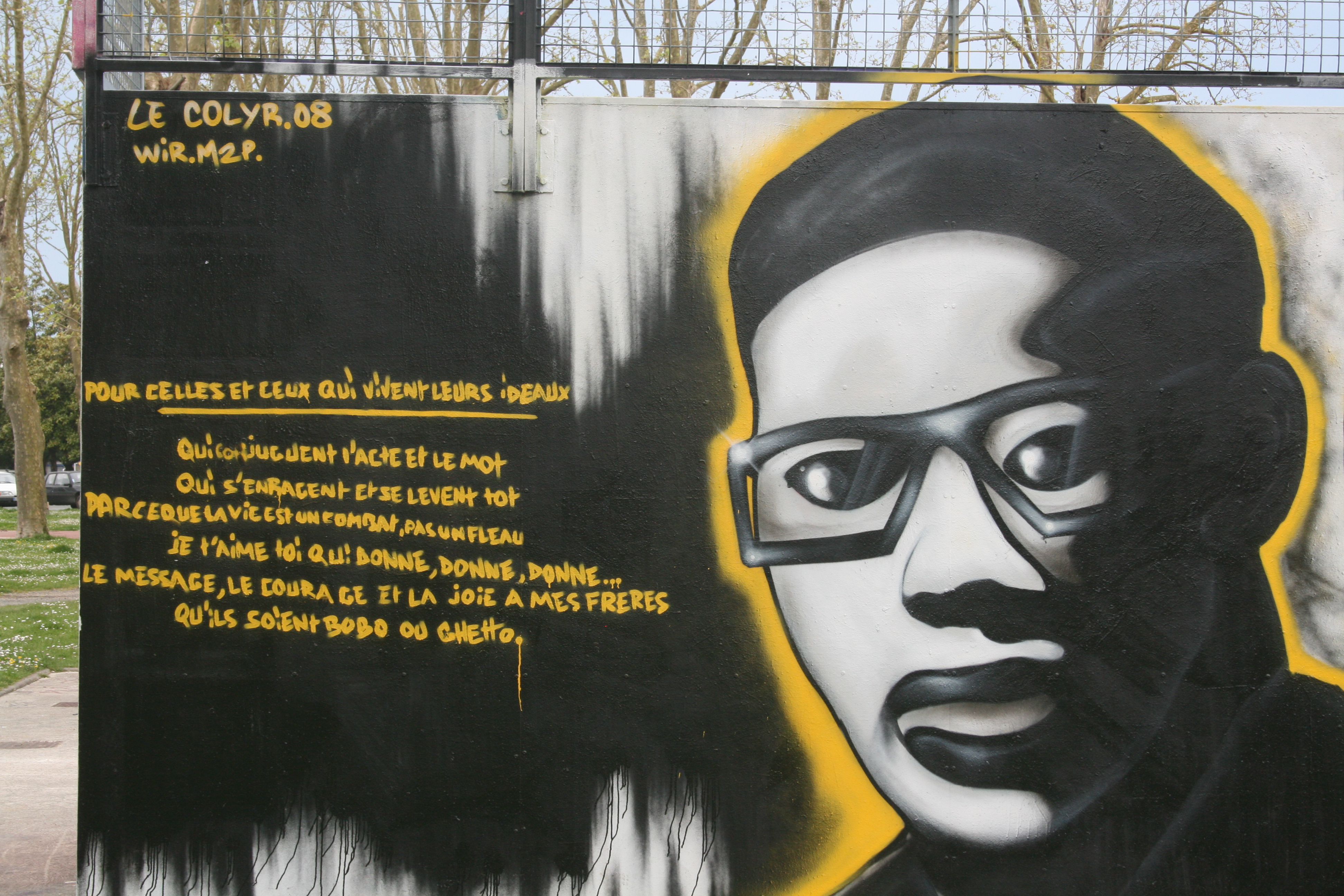
Graffiti met afbeelding van Aimé Césaire

### Politiek
- 1945-2001: burgemeester van Fort-de-France
- 1945-1993: Député (volksvertegenwoordiger in het Franse parlement) voor Martinique
- 1983-1986: Président du Conseil Régional de la Martinique
- 1945-1949 en 1955-1970: Conseiller général de Fort-de-France

Na de Tweede Wereldoorlog bepleitte Césaire de omvorming van het Franse koloniale rijk in een Franse Unie (Union Française) van autonome overzeese gebiedsdelen. In 1946 kwam de Franse Unie tot stand. Martinique verkreeg de status van Frans overzees departement (département d'outre-mer).
In 1945 werd hij met hulp van de Franse Communistische Partij (PCF) tot burgemeester van Fort-de-France gekozen. Tot 2001 bleef hij dit ambt uitvoeren. Van 1945 tot 1993 was hij tevens lid van de Franse Nationale Vergadering (Assemblée Nationale). Hij vertegenwoordigde het departement Martinique. Van februari 1983 tot juni 1988 was hij voorzitter van de Regionale Raad van Martinique (Président du Conseil Régional de Martinique). Als politicus zette hij zich in voor meer autonomie voor Martinique, meer participatie van zwarten in de politiek van Martinique en sociale voorzieningen. Césaire verzet zich tegen onafhankelijkheid van Martinique en sprak zich meerdere malen uit voor handhaving van de band met Frankrijk. Dit belette hem niet om kritiek uit te oefenen op het Franse optreden in Algerije in de jaren vijftig.
Toen de Sovjet-Unie in 1956 Hongarije binnenviel, trad Césaire uit de PCF. Hij uitte sindsdien scherpe kritiek op het communisme. Nog in hetzelfde jaar richtte Césaire met andere Martinikaanse intellectuelen de Martinikaanse Progressieve Partij (PPM) op. In 2001 stapte Césaire uit de politiek.
In 2006 weigerde Césaire aanvankelijk een ontmoeting met Nicolas Sarkozy, de toenmalige presidentskandidaat voor de Unie voor een Volksbeweging (Union pour un Mouvement Populaire), omdat de UMP op 23 februari 2005 vóór een controversiële wet had gestemd waarin aan leraren werd gevraagd het Franse koloniale verleden tijdens geschiedenislessen te verheerlijken. President Jacques Chirac herriep de wet later. Césaire en Sarkozy hadden daarna echter geen ontmoeting meer, maar er waren nadien geen problemen meer tussen de twee.

### Overlijden
Op 9 april 2008 werd hij met ernstige hartklachten opgenomen in het universitaire ziekenhuis van Fort-de-France en overgebracht naar de intensieve zorg, waar hij een week later op 94-jarige leeftijd overleed. Na zijn overlijden prees president Sarkozy Césaire uitbundig: "Césaire belichaamde de strijd voor de Afrikaanse identiteit en de rijkdom van de Afrikaanse afkomst. Door zijn universele oproep voor menselijke waardigheid blijft hij een symbool voor alle onderdrukte volkeren." President Abdou Diouf van Senegal – opvolger van president Senghor – noemde Césaire een zeer belangrijk persoon in de literatuur van de vorige eeuw.
Het socialistisch parlementslid Ségolène Royal bepleitte de bijzetting van het stoffelijk overschot van Césaire in het Panthéon in Parijs.
Op zondag 20 april 2008 kreeg Césaire in Fort-de-France een staatsbegrafenis. President Sarkozy woonde de bijeenkomst bij.

## Werken

### Poëzie
- Œuvres complètes. Fort-de-France: Desormeaux, 1976. (3 delen)
- Cahier d'un retour au pays natal. Paris: Présence africaine, 1939; herdr. 1960. Nederlandse vertaling: Logboek van een terugkeer naar mijn geboorteland, met een nawoord van André Breton. Vertaald door Simon Simonse. Uitgeverij In de Knipscheer/Zuid, Haarlem/Brussel, 1985. ISBN 9789062651467)
- Les Armes miraculeuses. Paris: Gallimard, 1946, herdr. 1970.
- Soleil cou coupé Paris: Editions K., 1947, herdr. 1948.
- Corps perdu (met gravures van Picasso). Paris : Editions Fragrance, 1950.
- Ferrements. Paris: Seuil, 1960, herdr. 1991.
- Cadastre. Paris: Seuil, (1961)
- Moi, laminaire. Paris: Seuil, 1982.
- La Poésie. Paris: Seuil, 1994.

### Toneel
- Et les chiens se taisaient. Paris: Présence Africaine, 1958, herdr. 1997.
- La Tragédie du roi Christophe. Paris: Présence Africaine, 1963, herdr. 1993.
- Une saison au Congo. Paris: Seuil, 1966, herdr. 2001.
- Une tempête, d'après La Tempête de William Shakespeare : adaptation pour un théâtre nègre. Paris: Seuil, 1969, herdr. 1997.

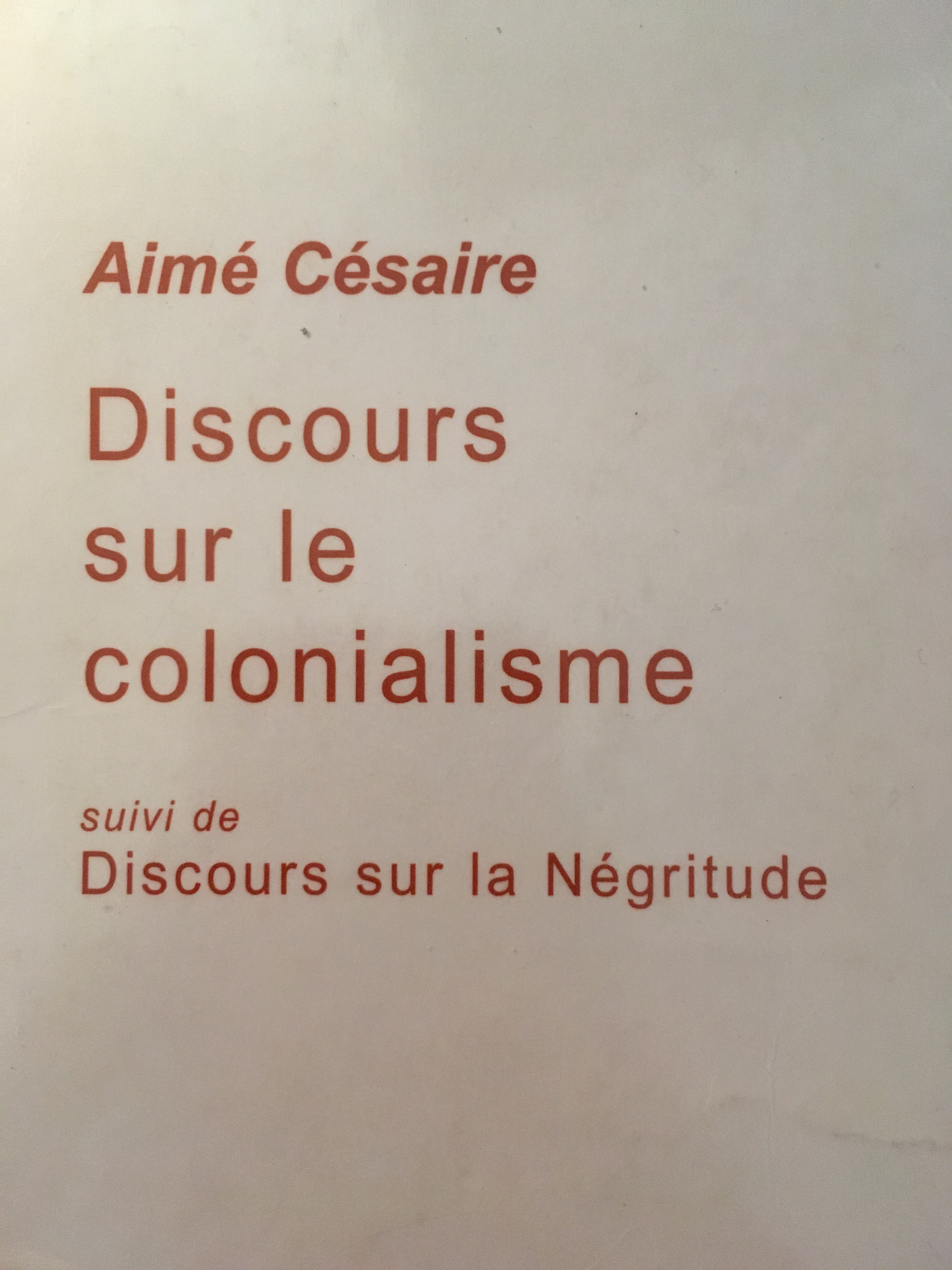
Boekomslag Discours sur le colonialisme

### Essays
- Esclavage et colonisation. Paris : Presses Universitaires de France, 1948. Heruitgegeven als: Victor Schoelcher et l'abolition de l'esclavage. Lectoure : Editions Le Capucin, 2004.
- Discours sur le colonialisme. Paris : éditions Réclames, 1950 ; éditions Présence africaine, 1955. Nederlandse vertaling: Over het kolonialisme. Vertaald door Grâce Ndjako. Uitgeverij De Geus, Amsterdam, 2022. ISBN 9789044546477
- Discours sur la négritude, 1987.

### Geschiedwerken
- Toussaint Louverture, La révolution Française et le problème colonial. Paris : Présence Africaine, 1962.

### Gesprekken
- Rencontre avec un nègre fondamental, Entretiens avec Patrice Louis. Paris : Arléa, 2004.
- Nègre je suis, nègre je resterai, Entretiens avec Françoise Vergès. Paris: Albin Michel, 2005.

### Audioregistratie
- Aimé Césaire. Paris: Hatier, "Les Voix de l'écriture", 1994.

- Bibsys: 90083304
- Biblioteca Nacional de Chile: 000164139
- Biblioteca Nacional de España: XX885639
- Bibliothèque nationale de France: cb118957805 (data)
- Catàleg d'autoritats de noms i títols de Catalunya: 981058612389306706
- CiNii: DA02167255
- Digitale Bibliotheek voor de Nederlandse Letteren: cesa001
- Gemeinsame Normdatei: 118519948
- International Standard Name Identifier: 0000 0001 2147 4035
- Library of Congress Control Number: n79003327
- Nationale Bibliotheek van Letland: 000006907
- MusicBrainz: ffa2bc11-a006-4650-bc3f-03703d17d994
- Bibliotheek van het Japanse parlement: 00545799
- Nationale Bibliotheek van Tsjechië: ola2002158958
- Nationale bibliotheek van Australië: 35026955
- Nationale Bibliotheek van Israël: 987007260012105171
- Nationale Bibliotheek van Polen: a0000002701524
- Nationale en Universitaire bibliotheek Zagreb: 000056386
- Nederlandse Thesaurus van Auteursnamen: 068795440
- Réseau des bibliothèques de Suisse occidentale: 02-A003149661
- Istituto Centrale per il Catalogo Unico: RAVV048461
- LIBRIS: 181299
- Système universitaire de documentation: 026774852
- Trove: 1478130
- Virtual International Authority File: 109520593
- WorldCat: E39PBJbxHbJtPBxHdgqMdprcyd